# Кадек, Матвей Георгиевич
Матвей Георгиевич Кадек (латыш. Matvejs Kadeks, 6 февраля 1897, Курляндская губерния — 11 ноября 1950, Рига) — советский географ, академик АН Латвийской ССР (1946).

## Биография
Родился в семье батрака в посёлке Дуналка на хуторе «Калны», имя при рождении Matīss Kadegs. Член РСДРП(б) с 1913 года. В том же году поступил в учительскую семинарию в Гольдингене, закончил её в 1917 году в эвакуации в Чистополе. Работал учителем школы металлистов завода «ПЛО» в Костроме, с июля 1918 года — заведующий школьным отделом Ярославского городского и уездного отдела народного образования, с декабря того же года — редактор латышской газеты «Коммунист» и член Северного областного бюро Латышской секции РКП(б). Весной 1919 года работает в наркомате промышленности Советской Латвии в Риге, с июня вновь в Ярославском губернском отделе народного образования, осенью призван в Красную армию, служит на Украине во 2-й особой армии, с февраля 1921 года заведует политико-просветительным отделом Воронежского губернского отдела народного образования.
После демобилизации в том же году поступил на биолого-географическое отделение педагогического факультета Ярославского университета и, закончив его в 1924 году, стал заведующим кафедрой экономической географии реорганизованного Ярославского педагогического института. В 1929 году назначен ректором и заведующим кафедрой географии Тверского педагогического института.
С 1931 года — профессор почвенно-географического факультета и проректор по учебно-научной части Московского университета (в мае — ноябре 1934 года исполнял обязанности директора). С 1940 года — доктор географических наук (тема диссертации: «Университетская география в России: с петровских времен до буржуазных реформ 1860-х гг.»). В 1941 году эвакуирован в Ташкент. В 1944—1949 годах — ректор Латвийского университета.
С организацией АН Латвийской ССР в 1946 году был избран действительным членом Академии (первый состав). С 1947 года — вице-президент АН Латвийской ССР.

## Основные труды
- Очерки по экономике Ярославского края в связи с экономической географией СССР и Центрально-промышленной области. Ярославль, 1925
- Сельское хозяйство Ярославской губернии в начале XX века // Труды Ярославского педагогического института. Том 1, вып. 2. Ярославль, 1926
- Даниловский уезд Ярославской губернии. Географо-экономический очерк. Ярославль, 1927
- Материалы по картографии Ярославского края. Ярославль, 1929
- К вопросу о задачах экономической географии. Тверь, 1930
- А. А. Борзов и история географической науки // Учёные записки МГУ. Том 119, кн. 2. Москва, 1946
- Труды М. В. Ломоносова в области географии // Роль русской науки в развитии мировой науки и культуры. Том 2, кн. 2. Москва, 1946